# Nataliya Hryhoryeva
Nataliya Grygoryeva (en ukrainien : Наталія Григорьєва, née le 3 décembre 1962 à Ichimbaï) est une athlète soviétique, de nationalité ukrainienne spécialiste du 100 mètres haies. 

## Carrière

### Palmarès
| Date | Compétition           | Lieu    | Résultat | Performance |
| ---- | --------------------- | ------- | -------- | ----------- |
| 1988 | Jeux olympiques d'été | Séoul   | 4e       | 12 s 79     |
| 1990 | Goodwill Games        | Seattle | 1re      | 12 s 70     |
| 1991 | Championnats du monde | Tokyo   | 3e       | 12 s 69     |

### Records
| Épreuve          | Performance | Lieu         | Date            |
| ---------------- | ----------- | ------------ | --------------- |
| 60 mètres haies  | 7 s 85      | Tcheliabinsk | 4 février 1990  |
| 100 mètres haies | 12 s 39     | Kiev         | 11 juillet 1991 |